# Massinissa Tafni
Massinissa Tafni (en tifinagh : ⵎⴰⵙⴻⵏⴻⵙⴰ ⵜⴰⴼⵏⴻ), né le 2 avril 1995 à Mekla dans la wilaya de Tizi Ouzou (Algérie), est un footballeur algérien qui joue au poste de milieu offensif.

## Carrière

### Premiers pas en pro avec la JS Kabylie en 2015-2016
Joueur en équipe espoir de la JS Kabylie, Massinissa Tafni participe pour la première fois dans l'ère de l'entraîneur Dominique Bijotat lors du déplacement de la JSK au stade Ahmed Zabana à l'occasion du match face au MC Oran, il rentre en jeu à la 63e minute à la place de Saïd Ferguène, il signe son premier contrat professionnel en janvier 2016. Au début de la phase retour, il est titulaire pour la première fois face au CS Constantine au stade Mohamed Hamlaoui, la JSK gagne à l'extérieur d'un but à zéro,.

### Une mise sur la marge en 2016-2017
L'arrivée de Kamel Mouassa, et après une période de préparation intersaison avec le club, Tafni ne peut pas s'imposer au sein de l'équipe titulaire, il attend la 11e journée pour qu'il marque à son apparition lors de son entrée en jeux à la 63e minute, il offre la passe décisive du but victorieux à son coéquipier Mebarki, score final 1-0. le changement du staff technique et l'arrivée de Mourad Rahmouni et Fawzi Moussouni ne change pas de son statut de remplaçant, il accumule lors de cette saison trois participations.

### Des apparitions progressives en 2017-2018
Le limogeage de Mourad Rahmouni et Fawzi Moussouni après quatre journées, Mounaïm Kherroubi l'entraîneur par intérim intègre Tafni à la 71e minute lors du match de la cinquième journée face au DRB Tadjenanet  au stade du 1e Novembre à Tizi Ouzou, il offre la victoire à la JS Kabylie par son but marqué à la 77e minute,. l'arrivée de Azzeddine Aït Djoudi, ensuite Youcef Bouzidi à la tête du staff technique lui offre la chance de participer dans la majorité des matchs et lui fait entrer en jeux. il dispute en 19 rencontres dont trois fois titulaire.

### Le grand défi avec Franck Dumas en 2018-2019
Le pari de l'entraîneur en chef de la JSK, le Français Franck Dumas est de former une équipe compétitive fondé une base de jeunes joueurs,,, il clôt la phase aller en participant à 14 matchs dont six fois titulaire, auteur de deux buts face au DRB Tadjenanet et deux passes décisives face au NA Hussein Dey. Tafni dispose d'un temps de jeux considéré comme le plus élevé depuis sa promotion en équipe première de la JSK.

## Palmarès

### En club

#### JS Kabylie
- Finaliste de la Coupe d'Algérie 2018.
- Vice-champion d'Algérie en 2018-2019.